# چشم قرمز (فیلم کره‌ای ۲۰۰۵)
چشم قرمز (به کره‌ای: 레드아이) یک فیلم ترسناک محصول سال ۲۰۰۵ سینمای کره جنوبی به کارگردانی کیم دونگ بین با بازی جانگ شین-یونگ و سونگ ایل گوک است.

## داستان
در ۱۶ ژوئیه ۱۹۸۸ یک قطار شبانه (یا "چشم قرمز") به سمت یوسو ایستگاه سئول را ترک کرد و تصادف کرد و ۲۵۰ نفر را کشت. ۱۵ سال بعد از آن روز، قطاری برای آخرین بار در همان خط حرکت می‌کند. اما برخی از واگن‌های قطار قدیمی را در خود جای داده‌است. یک مهماندار به نام اوه می-سان (جانگ شین یانگ) به تازگی کار را شروع کرده‌است و در قطار مذکور کار می‌کند. پدرش نگهبانی بود که ۱۵ سال پیش در قطار تصادف کرده جان باخت و برخی او را مقصر آن می‌دانستند. می‌سان دارای قدرت‌های روانی است که قبلاً برای او ناشناخته بود، و شروع به دریافت اجمالی از ارواح کسانی می‌کند که پانزده سال قبل در تصادف جان باختند و …